# Comuna Budești, Chișinău
Comuna Budești este o comună din municipiul Chișinău, Republica Moldova. Este formată din satul Budești. În trecut, în comună era inclus și satul Văduleni, dar în octombrie 2013 acesta a fost transferat în componența orașului Vadul lui Vodă.

## Demografie
Conform datelor recensământului din 2014, comuna are o populație de 4.928 de locuitori. La recensământul din 2004 erau 5.036 de locuitori.
În anul 2004, populația la nivelul comunei Budești constituia 5.036 de oameni, 48,81% fiind bărbați iar 51,19% femei. Compoziția etnică a populația comunei era: 93,80% - moldoveni/români, 2,62% - ucraineni, 2,08% - ruși, 0,36% - găgăuzi, 0,32% - bulgari, 0,04% - evrei, 0,08% - polonezi, 0,00% - țigani, 0,69% - alte etnii. În același an, în comună au fost înregistrate 1.329 de gospodării casnice. Membrii acestor gospodării alcătuiau 5.036 de persoane, iar mărimea medie a unei gospodării era de 3,8 persoane. La nivelul comunei, gospodăriile casnice erau distribuite, în dependență de numărul de persoane ce le alcătuiesc, astfel: 11,81% - 1 persoană, 13,62% - 2 persoane, 16,85% - 3 persoane, 26,34% - 4 persoane, 17,31% - 5 persoane, 7,45% - 6 persoane, 3,16% - 7 persoane, 1,88% - 8 persoane, 0,60% - 9 persoane, 0,98% - 10 și mai multe persoane. În gospodăriile cu 10 și mai multe persoane locuiau în total 135 de oameni.

## Administrație și politică
Componența Consiliului local Budești (13 consilieri), ales la 5 noiembrie 2023, este următoarea:
|  | Partid                           | Consilieri | Componență | Componență | Componență | Componență | Componență | Componență | Componență |
|  | -------------------------------- | ---------- | ---------- | ---------- | ---------- | ---------- | ---------- | ---------- | ---------- |
|  | Mișcarea Alternativa Națională   | 7          |            |            |            |            |            |            |            |
|  | Partidul Acțiune și Solidaritate | 5          |            |            |            |            |            |            |            |
|  | Candidat independent DIANA FOMA  | 1          |            |            |            |            |            |            |            |